# 歐律狄斯半島

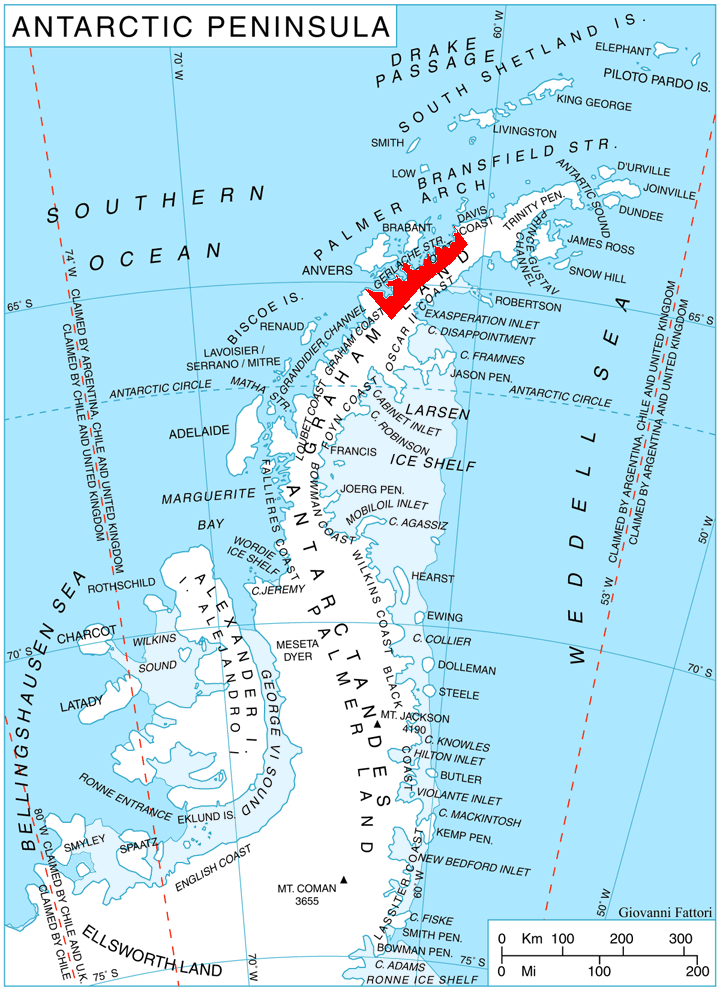

歐律狄斯半島（英語：Eurydice Peninsula）是南極洲的半島，位於葛拉漢地西岸的丹科海岸，長7.4公里，最終在里塞斯灣以南注入夏洛特灣，現時由南極條約體系管理。